# Dasispermum
Dasispermum är ett släkte i familjen flockblommiga växter. Dess arter är samtliga hemmahörande i Sydafrika.

## Arter
Släktet har sju accepterade arter:
- Dasispermum capense (Lam.) Magee & B.-E.van Wyk
- Dasispermum grandicarpum Magee & B.-E.van Wyk
- Dasispermum hispidum (Thunb.) Magee & B.-E.van Wyk
- Dasispermum humile (Meisn.) Magee & B.-E.van Wyk
- Dasispermum perennans Magee & B.-E.van Wyk
- Dasispermum suffruticosum (P.J.Bergius) B.L.Burtt
- Dasispermum tenue (Sond.) Magee & B.-E.van Wyk